# Облога Белграда (1521)
Облога Белграда (1521) — захоплення Белграда турецькими військами під час найбільшої експансії Османської імперії на захід.
Османський султан Сулейман I після свого сходження на престол в 1520 році поставив собі за першочергову мету завоювання Родосу і Белграда — те, що не вдалось його предку, Мехмеду II Завойовнику (1451—1481). В травні 1521 року Сулейман послав армію на завоювання Белграда. Угорське королівство в той час переживало глибоку кризу і було не в змозі чинити ефективний опір загарбникам.
На відміну від попередніх завоювань, султан вирішив, що цього разу буде основний напрямок атаки зі сторони річки Сави. Для цього турки спочатку зайняли Срем. Захисники Белграда завзято оборонялись, але через малу кількість захисників та брак озброєння вимушені були здати місто 28/29 серпня 1521 року. Падіння Белграда продемонструвала нездатність влади Угорщини протистояти експансіоністській політиці Османської імперії, яка покаже свою перевагу в битві при Мохачі в 1526 році. Після поразки і краху угорської держави на авансцену боротьби християнського світу з османським наступом на Європу стане Габсбурзька монархія, до складу якої буде включена й Угорщина. Під владу християн Белград перейде тільки в 1688 році, коли Максиміліан Баварський завоює його.

## Ситуація в Угорщині
Коли в 1520 році до влади в Османській імперії прийшов син Селіма I Сулейман, Угорщина лежала в руїнах. Угорське дворянство було розділено на ряд партій, в країні не було сильної центральної влади, яка могла б організувати оборону країни. Влада угорського короля Лайоша II була ослаблена численними конфліктами. Дрібне дворянство протистояло вищій знаті, воєвода Трансільванії Януш Запольяї, один з найбагатших дворян свого часу, був у відкритій опозиції до і без того слабкого режиму короля Лайоша II. Фракція, яка підтримувала трансільванського князя, перебувала у постійному конфлікті з придворними колами. Сам король був маріонеткою в руках свого оточення. Він часто не мав коштів навіть на своє утримання. У цих умовах не було можливості організувати оборону південних кордонів і вести військові дії.
На відміну від облоги 1456 року, під час навали Сулеймана в Угорщині не знайшлось нового Яноша Гуняді, який зміг би взяти на себе відповідальність за оборону країни від турків. Дорога вглиб країни була відкрита. Роки відсутності турботи про південні кордони дуже швидко обернулись проти Угорщини. Напівпорожні прикордонні міста без запасів їжі, зброї і дисциплінованого війська не змогли врятувати стіни, успадковані від минулих часів, що було відомо османському султанові. Офіційно Угорщина залишилася практично осторонь подій літа 1521 року. Вона була просто спостерігачем неминучого турецького вторгнення, майже ніхто не чинив опору.
До початку кампанії новий султан був готовий відновити перемир'я з Угорщиною, яке уклав його батько 1519 року. З цією метою султан направив посла до угорського короля. Проте посол був дуже погано прийнятий при угорському дворі. Він був фактично ув'язнений. Таке ставлення до свого посланця султан використав як привід для початку військових дій.
Військові приготування турків були відомі при угорському дворі. Навесні 1521 року було скликано Державні Збори, щоб організувати оборону країни, проте дієвих результатів вони не принесли. Минав час, а Белград і Шабац не отримали навіть найнеобхіднішого військового спорядження та солдатів.
Король розвинув жваву дипломатичну діяльність, щоб отримати допомогу з-за кордону. Заклики про допомогу були відправлені багатьом європейським правителям: Папі Льву X, Венеції, німецькому кайзеру, королю Польщі, і навіть правителям Англії та Португалії. Особливо угорський король сподівався отримати допомогу від свого дядька, польського короля Сигізмунда, який дійсно був готовий допомогти Угорщині. Проте турки організували татарський напад на Польщу, через що польський король не зміг прийти на допомогу угорцям.
Сподівання на іноземну допомогу виявилося абсолютно даремним. Західні правителі завжди були втягнуті в конфлікти, набагато важливіші для них, ніж загальнохристиянська боротьба з турками. В Німеччині поширювалось вчення Лютера; війна між іспанським королем Карлом V і французьким королем Франциском I займала увагу майже всіх країн Європи. Події на Дунаї здавались далекими і неважливим порівняно з великими європейськими подіями. Угорщина залишилась сама.

## Становище Белграда
Як і інші прикордонні угорські фортеці, Белград в 1521 році був у надзвичайно занедбаному стані. Військовий гарнізон був нечисельним і недостатнім для серйозної оборони. Влітку 1521 року у Белграді виявилося всього кілька сотень солдатів — за різними джерелами, від 400 до 900 солдатів. Активну участь в обороні міста взяли його мешканці, проте це лише на деякий час відклало падіння Белграда.
Гарнізон місяцями не отримував заробітну плату. Наймані війська перетворились на недисциплінований натовп. Через неотримання платні річкова флотилія не взяла участі в обороні.
Белград був абсолютно не готовий до тривалої облоги. Не вистачало зброї, пороху та іншого військового спорядження. Комендант Белграді, Франьо Хадерварі (серб. Фрањо Хадервари) в квітні і травні 1521 року позичив гроші, щоб підготувати місто до оборони, але ці кошти не потрапили до Белграда. Нестача продовольство призвела до голоду, що вразив і солдатів і мешканців міста. Ці труднощі полегшили справу туркам.
На додачу до всіх труднощів, Белград мав проблеми з командуванням. За посаду командувача сперечались Франьо Хадерварі та Валентин Терек. Реально обороною керував Михайло Мора (серб. Михаило Мора), заступник Хадерварі, який, за оцінками сучасників та самого короля, був недостойний займаної посади і не зміг організувати оборони.

## Турецькі війська
У другій половині травня 1521 року турецька армія вирушила з околиць Константинополя. По дорозі до них приєдналися нові війська. Турецьку армію очолював особисто султан, з ним були найкращі його полководці: Пірі-Паша, Мустафа-Паша, Ахмед-Паша, Балі-бег, Хусрев-бег та інші. Було зібрані та споряджені велика сухопутна армія та флот. Кораблі з Чорного моря Дунаєм досягли Белграда.
Кількість турків, найімовірніше, становила 100 000 чоловік, і тільки близько 30 000 з них були солдатами. Причому кількість вояків зменшилась через спалахи кишкових захворювань. Таким чином, число турецьких військ не було особливо великим. Турецька армія була добре споряджена. У неї було достатньо всіх видів зброї і військового спорядження. Значну частина турецької армії складала артилерія. Армія мала достатні запаси продовольства, і без проблем поповнювала їх в завойованих частинах Сербії, Мачви та Срему.

## Початок бойових дій
Напад на Белград був ретельно спланований. Головному удару передувало вторгнення турецьких військ у Трансільванію в червні 1521 року, а також у Хорватію та Боснію. Татарське вторгнення в Польщу також було частиною цього плану.
Турецька армія захопила Ніш та Крушевац. Головні сили турків підійшли до фортеці Шабаца. Турецькими військами командував Ахмед-паша. Гарнізон мужньо оборонявся, але через малочисельність та погане спорядження не зміг довго чинити опір. Після захоплення міста султан наказав збудувати понтонний міст через Саву, через який турецькі війська потрапили в Срем.
В той час як султан воював під Шабацом та захоплював Срем, на початку липня турецькі війська під командуванням Пірі-паші підійшли до Белграда. Після тривалого артилерійського обстрілу була захоплена фортеця Земун. Белград був повністю оточений. Турки спрямували вогонь артилерії на стіни белградської фортеці, намагаючись пробити мури. Захисники організували контратаку, але не змогли нейтралізувати ворожу артилерію.
Було очевидно, що Угорщина не зможе захистити Белград. Угорські дворяни не хотіли воювати з турками. Найкращий угорський воєначальник Януш Запольяї займав вичікувальну позицію. Лайош II з невеликим військом виїхав на південь. Проте, поки він очікував, доки до нього приєднаються інші війська, було вже запізно.

## Облога та падіння міста
На відміну від попередніх спроб завоювання Белграда, головний удар в 1521 році був зі сторони Срему і, відповідно, Сави. Турки також побачили, що з того боку стіни були одинарні, в той час, як з інших боків вони були подвійні. У серпні 1521 року Белград був повністю оточений. На лівому фланзі розташувався Мустафа-паша, якому підпорядковувався командир яничарів, на правому фланзі розташовувався Пірі-паша. Турецька кавалерія розташовувалась на сремському узбережжі та на Великому ратному острові.
Бомбардування Белграда, яке почалось в червні, з підвищеною інтенсивністю продовжувалось протягом серпня. Турецькі гармати були вкопані в землю, щоб захистити обслугу від вогню захисників. На початку серпня турки розпочали штурм міста. Міські стіни були сильно пошкоджені. У запеклому бою, який відбувся 2 серпня, загинуло від 500 до 600 нападників, але атака була відбита.
Наступного дня, 3 серпня турки спрямували атаку на нижнє місто, яке було найслабшим місцем оборони. Незважаючи на запеклі бої, і ця турецька атака була відбита. Після цієї невдачі султан вирішив провести деяку підготовку. Він наказав Ахмед-паші перемістити гармати на Великий ратний острів і звідти обстрілювати стіни, які були в цьому місці найслабшими. Турки також розпочали будівництво понтонного моста через ріку.
Підготовка до штурму розпочалась 7 серпня. Вночі турецькі війська наблизилися до стін. 8 серпня розпочався загальний штурм. Турки атакували місто з трьох сторін: від берега Сави (Пірі-паша), з берега Дунаю (Мустафа-паша) і фронтальної сторони (Ахмед-паша). Захисників було занадто мало, щоб успішно оборонятись з усіх боків. Турки увірвалися в місто і захопили його після запеклого одноденного бою.
У той же день яничари кинулися на Верхнє місто, але були відбиті. Наступного дня тривав обстріл міста. Турки перетягли гармати в Нижнє місто, щоб підвищити ефективність бомбардування, а одну гармату встановили на вежу францисканського монастиря. Захисники намагались знищити її, але не змогли зробити цього. Турецькі лучники обстрілювали місто запаленими стрілами, які спричинили низку пожеж. Частина з й так невеликого числа оборонців займалась гасінням пожеж.
16 серпня Ахмед-паша розпочав новий штурм. Турки рішуче атакували, вилазячи на стіни, але захисники, незважаючи на сильний натиск, зуміли відбити напад.
Так як Нижнє місто було зайняте, турки вирили підземелля для того, щоб підірвати стіни. Розташування Верхнього міста був зручне для цієї операції, тому що воно було розташоване на пагорбі. Як тільки якась частина стіни була зруйнована, турки кинулись на штурм.
17 серпня після дванадцятиденного будівництва був завершений міст через Саву. Ситуація в місті різко погіршилась. 24 серпня почались перші втечі з міста. 25 серпня захисники розпочали переговори про здачу міста, але оскільки вони вимагали кількаденного перемир'я, турки відкинули цю пропозицію. 26 та 27 серпня розпочався новий турецький штурм. Оскільки захисники зрозуміли, що надії на допомогу короля марні, то єдиний вихід — здати місто. Наступного дня, 28 серпня місто капітулювало.

## Наслідки
У здачі міста угорці звинуватили сербів, заявляючи про зраду. Хоча переговори про капітуляцію вели угорські воєначальники. Місто здалося тільки тоді, коли забракло засобів для боротьби. Белградський гарнізон разом з громадянами витримали майже двомісячну облогу. Після капітуляції угорці були звільнені, в той час як серби були депортовані в Константинополь.
29 серпня в місто увійшли яничари, в той же час християни залишають місто. Передача міста відбулась дуже швидко.
Угорці були вислані в Сланкамен, де, за деякими переказами, були страчені Балі-бегом. Невідома кількість загиблих, і чи знав султан про це.
Сербському населенню було заборонено залишатись в Белграді. Султан наказав відправити сербських захисників в Константинополь. 10 вересня серби рушили в дорогу. За погодженням з турками вони взяли з собою священні реліквії — мощі Святої Параскеви П'ятниці, мощі цариці Феофанії та ікону Пресвятої Богородиці.
Сліди сербських переселенців в Константинополі губляться, але певні ознаки вказують, що їх число було невеликим. Про їх перебування свідчить той факт, що одні з воріт Константинополя на мурах Феодосія в той час мали назву белградські.
Місцева легенда свідчить, що султан переселив сербів з Белграда в Константинополь, щоб налагодити систему водопостачання, яка залишилась від візантійських часів. Вона була схожа на белградську, яка працювала бездоганно.

## Турецький Белград
Коли 30 серпня султан увійшов в Белград, він негайно наказав перебудувати на мечеть церкву в Нижньому місті. Незабаром інші церкви спіткала та ж доля, і турки взялись за реконструкцію замку. Місто було добре оснащене зброєю, його гарнізон становив три тисячі солдатів. Першим начальником турецького Белграда був Балі-бег, який був також губернатором смедеревського санджака та белградської мухафази.
Звістку про падіння Белграда угорська влада тримала в найсуворішій таємниці, щоб виграти час для дій у відповідь, проте повернути Белград вже було неможливо. За падіння Белграду покарали Франьо Хадерварі та Валентина Терека, конфіскувавши все їхнє майно.
Падіння Белграда, найважливішого угорського укріплення на південному кордоні королівства було початком катастрофи Угорщини та османської навали до Центральної Європи.